# Marian Zych
Marian Zych (ur. 5 września 1958) – polski gitarzysta basowy.

## Życiorys
Muzyk zasłynął jako basista takich grup jak Stan d’Art, RSC, Holy Dogs. Obecnie jest instruktorem w Tarnobrzeskim Domu Kultury i prowadzi warsztaty bluesowo-jazzowe. Uczestniczy także w pracach komisji konkursowych eliminacji wstępnych i regionalnych konkursu piosenki „Wygraj Sukces„.

## Osiągnięcia
- „DNI KOMEDY '85” – Główna nagroda Jury (z zespołem Stan d’Art)[6]
- Międzynarodowy Konkurs Jazzu Nowoczesnego „JAZZ NAD ODRĄ '86” – Grand Prix (z zespołem Stan d’Art)[7][8]
- „JAROCIN '91” Festiwal Muzyków Rockowych – Główna nagroda Jury (z zespołem Holy Dogs)[9][10]